# هوشبیشاگ
هوشبیشاگ (همچنین Hušbišag یا Hushbishag) یک ایزدبانوی سومری، از آن (متعلق به) ایرکالا است. او همسر نامتار و مادر همدیکوگ، که یک دختر بود، است.